# Constitución del 3 de mayo de 1791

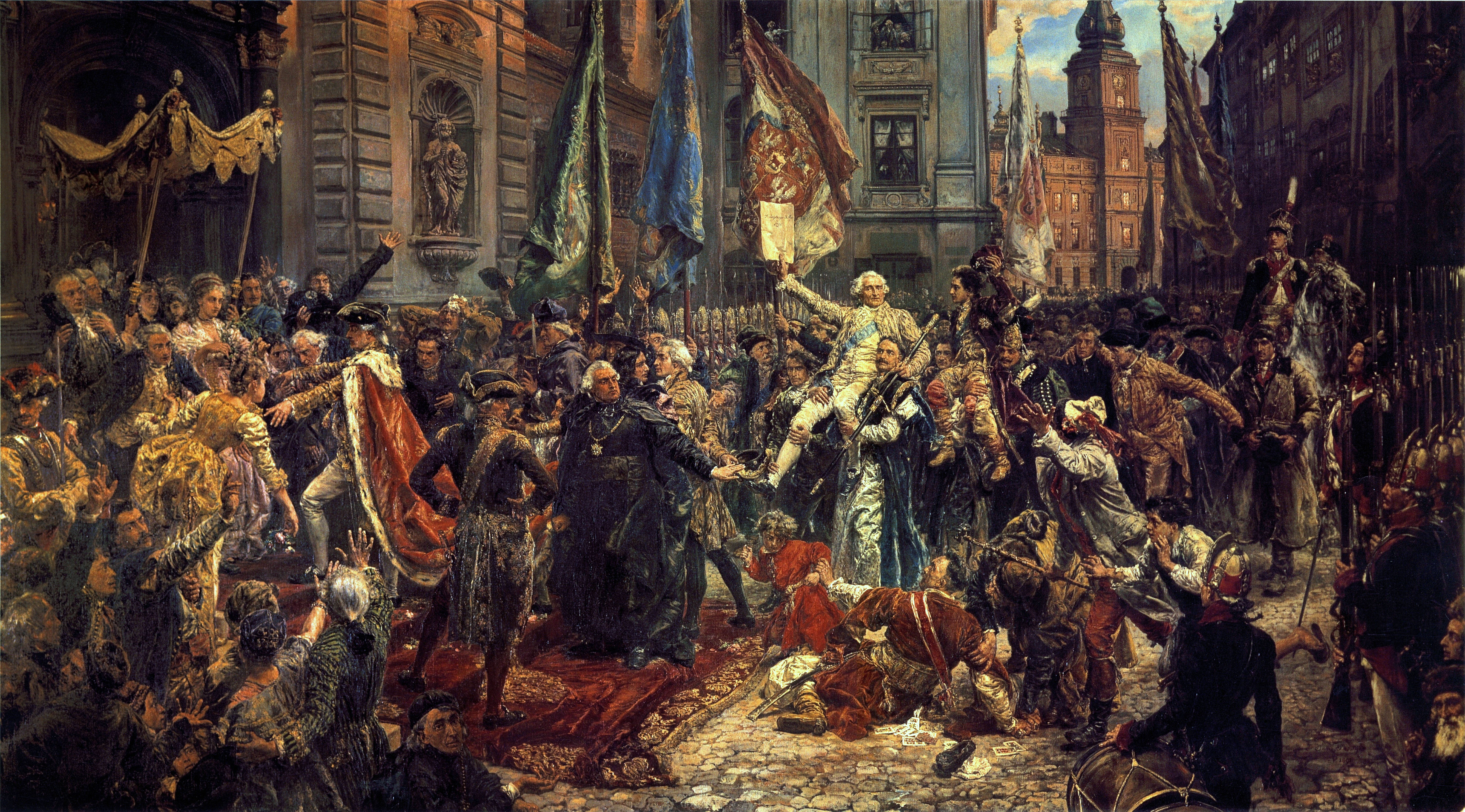
Constitución del 3 de mayo, por Matejko (1891). Primer plano: el rey Estanislao II Poniatowski (izquierda) entra en la Catedral de San Juan, donde los diputados del Sejm jurarán defender la nueva Constitución. Fondo: el Castillo Real de Varsovia, donde se acababa de aprobar la Constitución.

La Constitución de 3 de mayo de 1791 (en polaco: Konstytucja Trzeciego Maja; en lituano: Gegužės trečiosios konstitucija) es reconocida como la primera Constitución en Europa. A nivel mundial es la segunda después la de los Estados Unidos de América. El 3 de mayo de 1791 fue aprobada por la Mancomunidad de Polonia-Lituania como "Ley de gobierno" (Ustawa Rządowa).
En 2014, la «Constitución del 3 de mayo» fue distinguida con un Sello de Patrimonio Europeo, por ser un «símbolo de los ideales de Europa por su ejemplo de cómo se puede transformar democrática y pacíficamente un sistema político».

## Reseña histórica

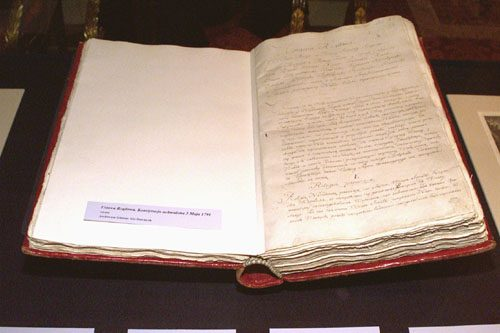
Manuscrito original de la Constitución del 3 de mayo.

La Constitución del 3 de mayo fue diseñada para corregir defectos políticos de larga duración de la Confederación polaco-lituana y su sistema tradicional de "Libertad Dorada". La Constitución introdujo la igualdad política entre la población llana y la nobleza (szlachta). Coloca a los campesinos bajo la protección del gobierno, con el fin de mitigar los peores abusos de la condición de siervo. La Constitución abolió las instituciones parlamentarias perniciosas como el liberum veto, que en un momento había puesto al consejo polaco (Sejm), a merced de que cualquier diputado pudiera ser sobornado por una potencia extranjera o intereses internos del país con el fin de deshacer legislaciones. La Constitución trató de suplantar la anarquía existente fomentada por algunos de los magnates del país, por una visión más democrática de monarquía constitucional. El documento se tradujo posteriormente al lituano.
La aprobación de la Constitución del 3 de mayo provocó la hostilidad de los países vecinos, al punto de generar una guerra, conocida como la Guerra en defensa de la Constitución. La Mancomunidad polaco-lituana primero fue traicionada por su aliado Prusia bajo el reinado de Federico Guillermo II de Prusia.
Luego la Mancomunidad polaco-lituana fue invadida y derrotada por el Imperio ruso de Catalina la Grande que contó con el apoyo interno de magnates polacos que se oponían a las reformas (véase Guerra ruso-polaca de 1792). El temor de estos últimos se debía a que las reformas constitucionales tendían a debilitar la influencia que ejercían sobre el pueblo polaco. A pesar de ser derrotada la Mancomunidad, la Constitución del 3 de mayo influyó más tarde en otros movimientos democráticos europeos. 
Siguió siendo, después de la desaparición de la República de Polonia en 1795 y durante los siguientes 123 años de particiones polacas, un faro en la lucha para restaurar la soberanía polaca conseguida en la Segunda República Polaca. En palabras de dos de sus coautores, Ignacy Potocki y Hugo Kołłątaj, era "la última voluntad y testamento de la Patria".

## Crítica
Algunos historiadores han denunciado la existencia de mitos y estereotipos sobre la Constitución debido a la historiografía liberal. Por ejemplo, la idea de que que fuera una garantía de los derechos y libertades civiles. Sin embargo, eso fue concedido por un documento diferente, la Ley de Ciudades Reales Libres. Por otra parte, la Constitución del 3 de mayo podría percibirse como un acto represivo, no como un acto de libertad, ya que de jure privó de derechos a un gran grupo de ciudadanos de la República de Polonia (por ejemplo, la nobleza Gołota), con la excusa de limitar la influencia de magnates y cortes extranjeras. Además, la Constitución fue adoptada mediante métodos similares a un golpe de estado, ya que no respetó el procedimiento del Sejm de la Mancomunidad polaco-lituana ni la consulta con el Sejmik, por lo que sólo provocó que la sociedad se dividiera a vísperas de una guerra civil, ya que violó los fundamentos del sistema (especialmente la adopción de la monarquía hereditaria contra la Libertad Dorada, pero también el centralismo contra el municipalismo), haciendo así comprensible y jurídicamente legítima la formación de la Confederación Targowica, cuyas motivaciones no han sido estudiadas adecuadamente por la historiografía nacional polaca debido a sesgos constitucionalistas (ya que había verdaderas buenas intenciones en ellos). Así, la Constitución fue la auténtica causa de las Particiones de Polonia, y sin su existencia, el País podría haber existido hasta las Guerras Napoleónicas. Además, la Constitución no logro acabar con el feudalismo, ni mejorar las condiciones de vida de los campesinos (la mayoría de la población) porque no igualó los derechos de todos los ciudadanos, y los siervos sólo tendrían un poder político y derechos civiles muy limitado, mientras que todavía existían grupos sociales claramente separados y legalmente diferenciados.

"Así que aquí surge una paradoja. Estamos orgullosos de la Constitución del 3 de mayo, aunque de jure quitó derechos civiles a una parte de la sociedad. Además, limitó el autogobierno, y específicamente los poderes de la asamblea, privándola, por ejemplo, del derecho a imponer instrucciones electorales a los diputados. Y aquí aparece otro mito, porque alguien podría decir que a cambio se aumentaban los derechos de los ciudadanos. Y así sucedió, pero no en el momento de la aprobación de la Constitución. el 3 de mayo, pero unos días antes en otro acto normativo "Nuestras Ciudades Reales Libres en los estados de la República de Polonia", que concedía derechos y libertades civiles más amplios, pero no equiparaba este estatus con el de nobleza. En general, más personas perdieron derechos de las que los ganaron; por supuesto, los costos recayeron sobre los pobres, y la burguesía rica ganó bastante. (...) Sin embargo, hace 230 años, este acto polarizó una sociedad ya profundamente dividida. La adopción de la Constitución el 3 de mayo fue similar a un golpe de Estado. Como regla general: para que el Sejm adopte la constitución, el rey debe informar a los sejmiks al respecto, estos deben expresar su opinión y luego la constitución debe ser adoptada por todos. ¿Y cómo fue realmente? Teníamos un Sejm confederado, donde no se podía utilizar el liberum veto. La constitución fue adoptada un tanto por sorpresa, cuando quizás un tercio de los diputados estaban presentes en Varsovia. Esta cuestión dividió enormemente a la sociedad y, paradójicamente, el mayor problema fue algo que hoy en día no nos interesa especialmente. La Constitución del 3 de mayo introdujo una monarquía hereditaria. Esto significa que se abandonó la elección del rey en elecciones libres y, por tanto, se abandonó uno de los elementos políticos y democráticos más importantes de la República de Polonia. Me gustaría recordarles que después de la muerte de Stanislas Augustus Poniatowski, subieron al trono los siguientes descendientes de la dinastía Wettin, comenzando por Federico Augusto I (...) En realidad, este sistema funcionó mal [la Mancomunidad] y casi todos estuvo de acuerdo, pero el método de cambio fue muy controvertido. En lugar de elecciones libres, es decir, libre elección de reyes, tenemos una monarquía hereditaria. En lugar de asambleas fuertes, que hoy llamaríamos gobiernos locales, tenemos restricciones y privamos a la mayoría de la nobleza de sus derechos políticos. Hoy tratamos a la gente de Targowica como algo muy malo. Pero creo que muchos de ellos tenían intenciones bastante puras. Algunos de ellos se sorprendieron más tarde por las desastrosas consecuencias. Presta atención a un elemento más. Si la Constitución del 3 de mayo no hubiera existido, es muy probable que la República de Polonia como Estado hubiera sobrevivido hasta la época de Napoleón Bonaparte."
 Karol Łopatecki